# Mo Ibrahim

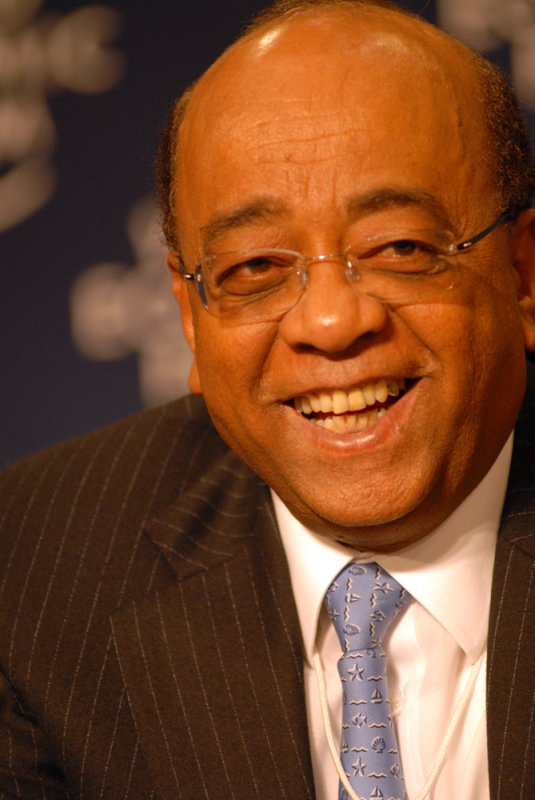
Mo Ibrahim am World Economic Forum

Sir Mohammed „Mo“ Ibrahim, KCMG (arabisch محمد إبراهيم, DMG Muḥammad Ibrāhīm; * 1946) ist ein britisch-sudanesischer Mobilfunkunternehmer, der sich für gute Regierungsführung in Afrika einsetzt.

## Leben
Mo Ibrahim wurde 1946 als Sohn eines nubischen Baumwollhändlers geboren und wuchs in Ägypten auf. Er studierte in Alexandria und war während dieser Zeit glühender Marxist. Nach dem Studium arbeitete er bei der sudanesischen Telefongesellschaft, bis er die Möglichkeit erhielt, zur Weiterbildung nach Großbritannien zu gehen. Dort schloss er 1981 sein Doktorat ab, anschließend war er bei British Telecom als technischer Direktor für den damals noch neuen Bereich der Mobiltelefonie tätig.
1989 machte sich Mo Ibrahim mit der Software- und Beratungsfirma MSI selbstständig, die er 2000 für 618 Mio. US-Dollar an das italienische Unternehmen Marconi Company verkaufte. 1998 gründete er das Unternehmen Celtel, das in Afrika Mobiltelefonie anbietet. Fünf Jahre später verkaufte Ibrahim die Firma Celtel, die unterdessen in 13 Ländern tätig und der afrikanische Mobilfunkanbieter mit den höchsten Zuwachsraten war, für 3,4 Milliarden Dollar an ein kuwaitisches Unternehmen.

## Die Mo Ibrahim Foundation
Seine eigene unternehmerische Erfahrung in Afrika veranlasste Mo Ibrahim dazu, sich zu fragen, worin die Hindernisse für die wirtschaftliche Entwicklung Afrikas liegen. Er kam zu dem Schluss, dass vor allem schlechte Regierungsführung die Entwicklung hemmt, und gründete 2006 die Mo Ibrahim Foundation, eine Stiftung, die gute Regierungsführung (good governance) fördern soll.

### DerIbrahim Prize for Achievement in African Leadershipund dessen Preisträger
Die Stiftung vergibt einen Preis für vorbildliche ehemalige Staatschefs in Afrika, den Ibrahim Prize for Achievement in African Leadership. Das Preisgeld beträgt 5 Mio. US-$, die innerhalb von zehn Jahren ausgezahlt werden.
Die bisherigen Preisträger:
- 2007: Der erste damit ausgezeichnete Politiker war Joaquim Chissano, der ehemalige Präsident Mosambiks. Chissano beendete den jahrelangen Bürgerkrieg in Mosambik und trat freiwillig von seinem Präsidentenamt zurück, obwohl er nach der Verfassung für eine weitere Periode hätte kandidieren dürfen.
- 2008 gewann Festus Mogae, der frühere Präsident von Botswana, den Preis für erfolgreiche Regierungsarbeit und den Kampf gegen Aids in Botswana.[2]
- 2011 erhielt der ehemalige Präsident von Kap Verde, Pedro Pires, die Auszeichnung.
- 2014 Hifikepunye Pohamba, Ex-Präsident Namibias
- 2017 Ellen Johnson Sirleaf, Ex-Präsidentin Liberias (zuerkannt im Februar 2018)[3]
- 2020 Mahamadou Issoufou, bis zum 2. April 2021 amtierender Präsident von Niger

Die Preise werden zwar jährlich ausgeschrieben, jedoch nur dann vergeben, wenn das Komitee einen ihren Ansprüchen genügenden Kandidaten findet. Dazu erklärte Mo Ibrahim: „Die Standards, die an den Gewinner gestellt werden, sind hoch und die Zahl potentieller Kandidaten gering. Deshalb ist es vorhersehbar, dass es Jahre gibt, in denen der Preis nicht vergeben wird.“

### DerIbrahim Index of African Governance
Die Mo Ibrahim Foundation erstellt außerdem eine Staatenrangliste hinsichtlich der Regierungsführung, den Ibrahim Index of African Governance (IIAG), oft kurz als Ibrahim-Index bezeichnet. Der IIAG setzt sich aus Benotungen in über 90 Indikatoren für folgende Gesichtspunkte von Guter Regierungsführung zusammen: Teilhabe der Bürger an den politischen Entscheidungen, Wahrung der Menschenrechte,  öffentliche Sicherheit, Rechtssicherheit, nachhaltiges Wirtschaftswachstum sowie dem Index der menschlichen Entwicklung. Der Index wurde erstmals 2007 vorgestellt.
Die jüngste, 2015 veröffentlichte Ausgabe des Ibrahim Index setzt Mauritius, den Inselstaat Kap Verde und Botswana als Staaten mit der besten Regierungsführung an die Spitze. Schlusslichter sind demzufolge Eritrea, die Zentralafrikanische Republik sowie – an 54. und letzter Stelle – Somalia als diejenigen Staaten mit der schlechtesten Regierungsführung. Der Elfenbeinküste bescheinigt die Stiftung die größten Fortschritte bei der Regierungsführung in den letzten fünf Jahren.

## Sonstiges
Mo Ibrahim hat sich der Wohltätigkeitsinitiative The Giving Pledge angeschlossen.

## Veröffentlichungen
- Africa’s Past Is Not Its Future: How the Continent Can Chart Its Own Course. In: Foreign Affairs. Vol. 101, No. 6, November/Dezember 2022, S. 146–157.